# Lukácsháza alsó megállóhely
Lukácsháza alsó megállóhely egy Vas vármegyei vasúti megállóhely Lukácsháza településen, a GYSEV üzemeltetésében. Nagycsömöte településrész központjának délkeleti részén helyezkedik el, szinte közvetlenül a 87-es főút mellett.
A vonatok csak akkor állnak meg a megállóhelyen, ha van le- vagy felszálló utas.

## Vasútvonalak
A megállóhelyet az alábbi vasútvonalak érintik:
- Szombathely–Kőszeg-vasútvonal

## Kapcsolódó állomások
A megállóhelyhez az alábbi állomások vannak a legközelebb:
- Gyöngyösfalu megállóhely (Szombathely–Kőszeg-vasútvonal)
- Lukácsháza megállóhely (Szombathely–Kőszeg-vasútvonal)

## Forgalom
| Járat        | Útvonal | Gyakoriság   |
| ------------ | --- | ------------ |
| személyvonat | Szombathely – Kámon – Gencsapáti alsó – Gencsapáti felső – Gyöngyösfalu – Lukácsháza alsó – Lukácsháza – Kőszegfalva – Kőszeg | 1-2 óránként |